# Acanthocarpus preissii
Espèce
Classification APG III (2009)
Acanthocarpus preissii désigne une plante vivace rhizomateuse de la famille des Asparagaceae originaire des zones côtières d'Australie-Occidentale.
Les fleurs blanches apparaissent en avril et mai dans son aire d'origine.